# هله‌فوت‌اسلایس
هله‌فوت‌اسلایس (به هلندی: Hellevoetsluis) یک منطقهٔ مسکونی در هلند است که در هلند جنوبی واقع شده‌است. هله‌فوت‌اسلایس ۲ متر بالاتر از سطح دریا واقع شده‌است.